# Гэндзанский десант
Гэндзанский десант — тактический морской десант, высаженный 21—22 августа 1945 года кораблями советского Тихоокеанского флота в ходе советско-японской войны.

## План операции
После завершения Сэйсинской десантной операции и начала общей капитуляции войск японской Квантунской армии в Маньчжурии перед советским командованием встала задача как можно скорее принять капитуляцию японских войск и предотвратить их эвакуацию на Японские острова.
С этой целью было решено высадить морской десант в крупнейшем порту северной части восточного корейского побережья Гэндзан (Гензан, ныне Вонсан). Силы десанта были сформированы из находившихся к тому времени в Сэйсине морских пехотинцев и кораблей: батальон из 13-й бригады морской пехоты, рота автоматчиков и рота противотанковых ружей из той же бригады, 140-й разведывательный отряд штаба флота, по одной батарее 45-мм орудий и 120-мм миномётов (в целом 1847 человек, командир подполковник В. Ф. Козлов). В отряд высадки выделены эскадренный миноносец «Войков», фрегат «ЭК-3», тральщики «АМ-277» и «АМ-282» и шесть торпедных катеров. Командующий операцией и командир высадки — капитан 1 ранга А. Ф. Студеничников. Общее руководство подготовкой и ходом операции осуществлял её инициатор командующий Южным морским районом Тихоокеанского флота генерал-лейтенант С. И. Кабанов. Командующий операцией предполагал оказание японцами вооружённого сопротивления.
Порт Гэндзан был одним из наиболее крупных портов на северо-восточном побережье Кореи, он был хорошо укреплён (шесть береговых батарей крупнокалиберной артиллерии, большое число береговых укреплений, минные заграждения). Кроме гарнизона, в Гэндзане скопилось большое число отступивших частей. Часть их японцам уже удалось вывезти, оставшиеся также рассчитывали на эвакуацию, а потому приказ командующего Квантунской армией генерала Отодзо Ямады о капитуляции перед советскими войсками командир японского гарнизона игнорировал. Очевидно, японцы рассчитывали на трудности перехода советских войск от Сэйсина (расстояние превышало 200 километров). Общее количество японских войск в Гэндзане составляло до 7000 человек, командиром гарнизона был командир военно-морской базы контр-адмирал Хори, комендантом крепости — полковник Тадо.

## Ход операции
20 августа 1945 года отряд кораблей вышел из Сэйсина. На переходе с кораблей был замечен перископ неизвестной подводной лодки, которая была обстреляна и атакована глубинными бомбами. Торпедные катера были отправлены впереди и около 09:00 утра 21 августа вошли в гавань Гэндзана и высадили передовой отряд под командованием Героя Советского Союза В. Н. Леонова (разведотряд и рота автоматчиков). Ими был занят порт. В 12:45 прибыли остальные корабли.
Японские войска сопротивления не оказывали, однако командование гарнизона от капитуляции отказалось категорически, ссылаясь на отсутствие приказа от их непосредственного командования. В ответ на ультиматум командира десанта о немедленной сдаче, японские войска окружили порт. Десант немедленно занял круговую оборону в порту, корабли изготовились к открытию огня. Противники находились в десятках метров друг против друга, держа друг друга на прицеле. В такой крайне накалённой ситуации прошли почти сутки. Корейское население (город насчитывал 150 тысяч жителей) приветствовало появление советских кораблей, в городе были подняты красные флаги, начались стихийные митинги и неповиновение японским властям. С одной стороны, это позволяло десанту рассчитывать на поддержку населения в случае боя, с другой — ещё больше обостряло обстановку.
Утром 22 августа контр-адмирал Хори и полковник Тадо прибыли на переговоры, которые с большими трудностями продолжались весь день, и только во второй половине дня согласились на капитуляцию. Но и после подписания соответствующего приказа личный состав японских частей оружие не сложил. Тогда после 16:00 22 августа командир десанта приказал вступать в город. Были заняты важнейшие объекты.
Только после этого началась капитуляция. Она проходила с большими трудностями. С японского аэродрома под городом перед прибытием туда советского отряда вылетели несколько десятков самолётов. Большие группы японцев пытались покинуть город, их приходилось останавливать только угрозами немедленного открытия огня. Другие отказывались сдаваться без личного присутствия командира гарнизона или ещё под каким-либо предлогом. Имели место различные провокации. Последняя воинская часть сложила оружие только 26 августа. Всего в городе и окрестностях капитулировало 5959 солдат и 279 офицеров (всего 6238 человек), ещё около 500 человек сумели покинуть город.
В мемуарах участников десанта встречаются рассказы об оказании отдельными японцами вооружённого сопротивления, о нескольких перестрелках и вооружённых стычках в Гэндзане. Так, по рассказу краснофлотца В. Д. Успенского, 22 августа группа из 4 японских жандармов открыла огонь по морякам, в перестрелке трое японцев были убиты, 1 ранен и захвачен в плен. Впоследствии также имело место случаи нападений на советских солдат и убийства из-за угла.

## Результаты
Трофеями советских войск стали 3 тральщика, 3 транспорта, 1 военный танкер, 20 вспомогательных судов и моторных шхун, большое количество артиллерии, военной техники, стрелкового оружия, военного имущества.